# Judoco

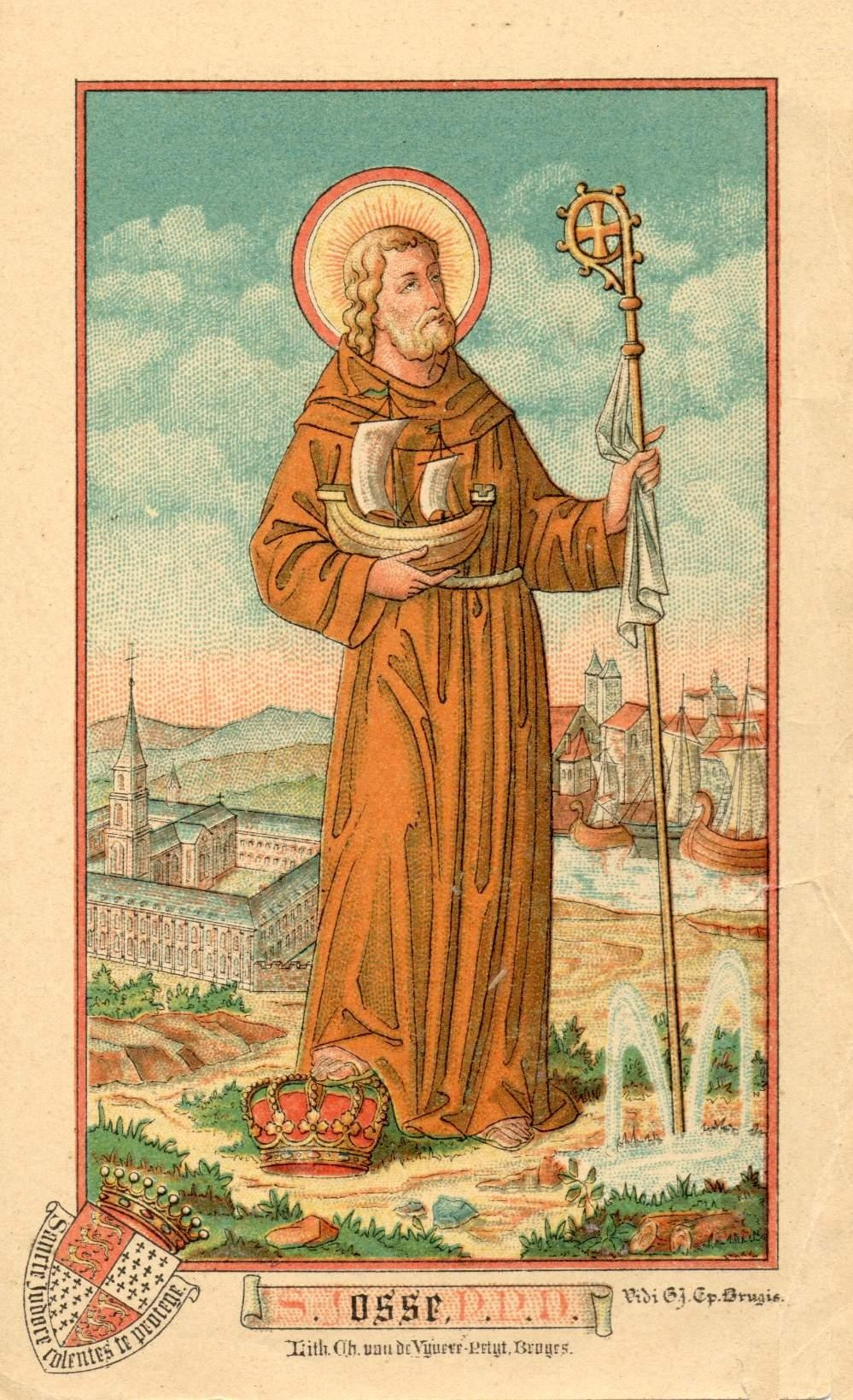
Estampa devocional de San Judoco.

San Judoco fue un religioso cristiano, nacido en Bretaña a comienzos del siglo VII. Siendo el segundo hijo de Jutael, rey de Dumnonia, optó dedicarse a la vida eremítica, haciendo una peregrinación a Roma. Según las leyendas, construyó dos oratorios de madera en honor de san Pedro y san Pablo, obró milagros durante su vida y su cuerpo permaneció incorrupto.